# Leptotyphlops pungwensis
Espèce
Leptotyphlops pungwensis est une espèce de serpents de la famille des Leptotyphlopidae. Il a été décrit pour la première fois par Wallach et Donald G. Broadley en 1997. Le Catalogue of Life, n'évoque pas de sous-espèce connue de Leptotyphlops pungwensis.

## Répartition
Cette espèce est endémique du Mozambique.

## Étymologie
Son nom d'espèce, composé de pungw[e] et du suffixe latin -ensis, « qui vit dans, qui habite », lui a été donné en référence au lieu de sa découverte, le Pungue (en anglais Pungwe River), un fleuve d'Afrique orientale qui arrose le Zimbabwe et le Mozambique.

## Publication originale
- Broadley & Wallach, 1997 : A review of the worm snakes of Mozambique (Serpentes: Leptotyphlopidae) with the description of a new species. Arnoldia Zimbabwe, vol. 10, n. 11, p. 111-119.